# جوليان جودار
جوليان جودار بروفيسورفي التاريخ بجامعة إدنبرة.

## مهنة أكاديمية
درس جودار في جامعة ادنبره في عام 1980، بعد ذلك انخرط كزميل ما بعد الدكتوراه. محاضر في الجامعة ويلز, وجامعة شيفيلد. ثم عاد إلى العمل في أدنبره عام 1998. وكان مدير مسح السحر الاسكتلندي. في عام 2019، دعا إلى إقامة نصب تذكاري لسحرة اسكتلندا المعذبين والمعدومين.

## منشورات
- آدمز.س، وجودار.ج، عام 2014 في اسكتلندا في عصر ثورتين ودبريدج: بويل و بروير.
- بوردمان.س، وجودار.ج، عام 2014 الملوك واللوردات والرجال في اسكتلندا وبريطانيا، 1300-1625: مقالات تكريما لجيني ورمالد، ادنبره: مطبعة جامعة ادنبره.
- جودار.ج، عام 2013 السحرة الاسكتلنديين و الصيادين الساحرات باسينجستوك: بالغريف ماكميلان.
- جودار.ج، وماكدونالد.ا، عام 2008 السحرة الاسكتلنديين و الصيادين الساحرات باسينجستوك: بالغريف ماكميلان.
- جودار.ج، مارتين.ل وميلير.ج، عام 2008 السحر والإيمان في أوائل اسكتلندا الحديثة. باسينجستوك: بالغريف ماكميلان.
- جودار.ج، عام 2002 الساحرة الاسكتلندية هانت في السياق مانشستر: مانشستر يونيف.
- جودار.ج، ولينش.م، عام 2000عهد جيمس السادس، الشرق لينتون: تاكويل الصحافة.